# 290156 Houde
290156 Houde este o planetă minoră (asteroid) din centura de asteroizi. A fost descoperită pe 27 august 2005 la Mauna Kea Observatories⁠(d) de Paul A. Wiegert⁠(d). 
Obiectul prezintă o orbită caracterizată de o semiaxă mare de 2,3895268681977 UAi, o excentricitate de 0,18715720193735, o înclinație de 5,7302244423937 ° în raport cu ecliptica.